# RNG
RNG AO är ett ryskt oljeföretag som är verksamt i östra Sibirien. Det exploaterar sedan 2018 ett oljefält i Sibirien.
RNG är sedan 2010 licensierat för prospektering och produktion av olja och gas i det 1970 upptäckta oljefältet Srednebotuobinskoe, som ligger i distriktet Mirnyj i sydvästra delen av delrepubliken Sakha (tidigare Jakutien) i Ryssland. 
Försöksproduktion påbörjades 2014 och företaget bygger sedan 2019 upp produktionen med målet 1,5 miljoner ton olja per år. År 2020 producerades 1,1 miljoner ton.
RNG AO ägs av det på Cypern registrerade Eastsib Holding, vars huvudägare är Vladimir Stoljarenko och Alexander Bondarenko (född 1972).